# Effet de neige à Petit-Montrouge

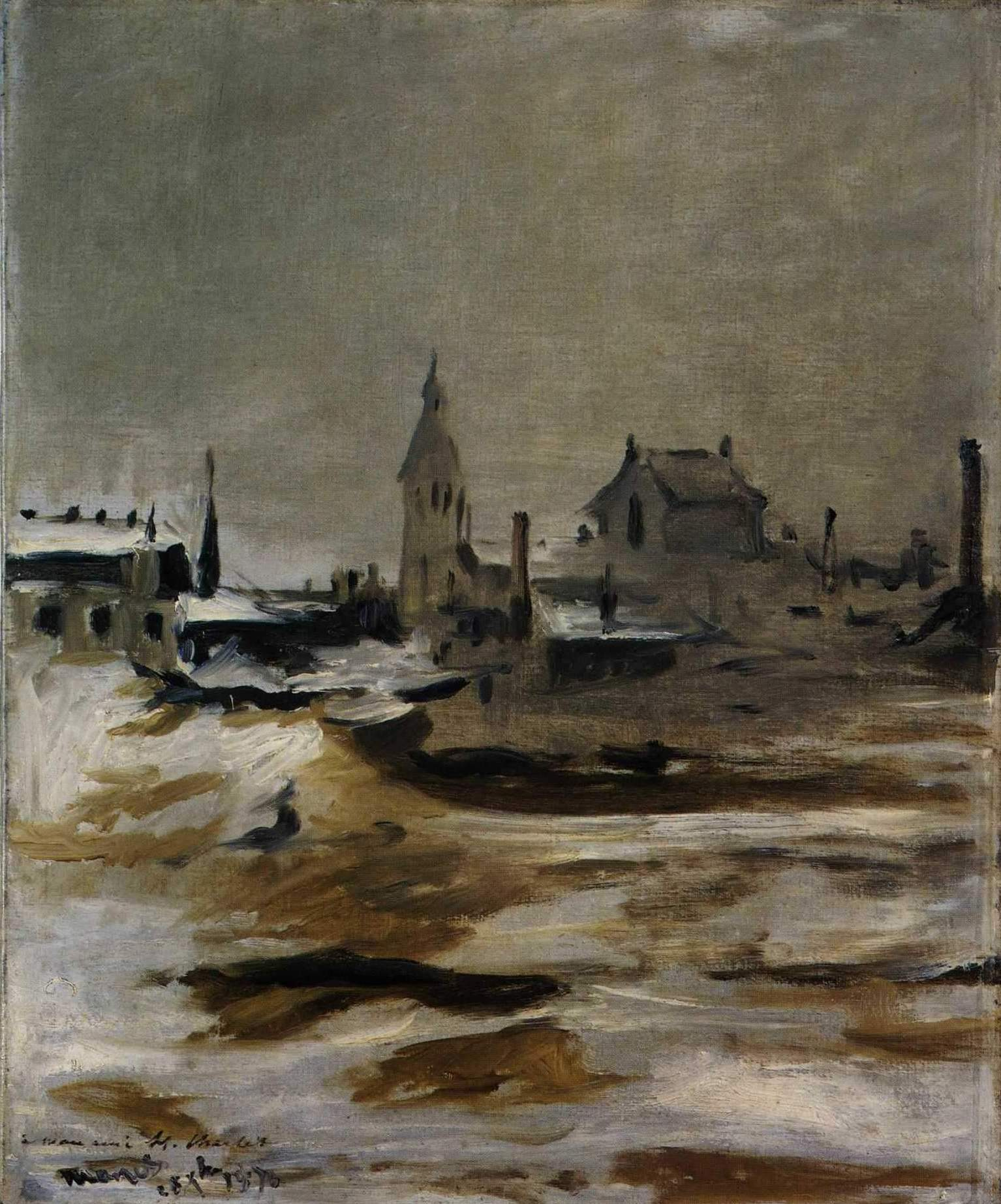
Effet de neige à Petit-Montrouge
Édouard Manet, 1870
59,7 × 49,7 cm
Öl auf Leinwand
National Museum Cardiff

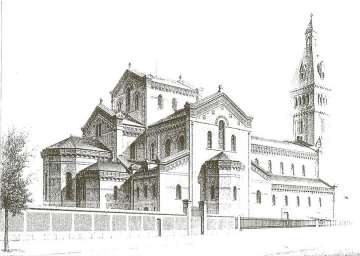
St-Pierre de Montrouge, unbekannter Künstler, 19. Jahrhundert

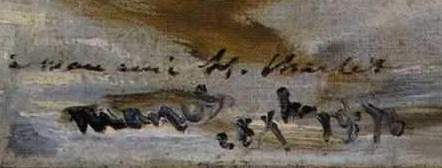
Widmung, Signatur und Datierung Manets

Effet de neige à Petit-Montrouge ist ein 1870 entstandenes Landschaftsbild des französischen Malers Édouard Manet. Das 59,7 × 49,7 cm große, in Öl auf Leinwand gemalte Bild zeigt die winterliche Ansicht von Petit-Montrouge, einem Stadtviertel im 14. Arrondissement von Paris. Manet schuf dieses Gemälde als Nationalgardist während der Belagerung von Paris im Deutsch-Französischen Krieg von 1870 bis 1871. Anders als die Historienmaler seiner Zeit zeigt Manet in diesem Bild kein heldenhaftes Schlachtengeschehen, sondern die düstere Stimmung eines Kriegstages. Das Bild spiegelt Manets Hoffnungslosigkeit hinsichtlich der militärischen Lage, seine empfundene Einsamkeit und die erlittenen Entbehrungen wider. Es gehört zu den wenigen Landschaftsbildern im Œuvre des Künstlers und ist eines der ersten Werke, die Manet in freier Natur malte. Das Gemälde befindet sich in der Sammlung des National Museum Cardiff.

## Bildbeschreibung
Manets Gemälde Effet de neige à Petit-Montrouge zeigt eine winterliche Landschaft. Das mit 59,7 × 49,7 cm als Hochformat in Öl auf Leinwand ausgeführte Werk gliedert sich horizontal in zwei Bildhälften. Die obere Hälfte nimmt der nahezu monochrome graue Himmel ein, während im unteren Bildteil eine in groben Pinselstrichen ausgeführte Schneelandschaft dargestellt ist. Die mit Gebäuden umrissene Horizontallinie trennt die beiden Bildhälften. In der Bildmitte steht ein Kirchturm, der als Glockenturm der in den 1860er Jahren errichteten Kirche St-Pierre de Montrouge im Pariser Stadtviertel Petit-Montrouge identifiziert worden ist.
Rechts vom Glockenturm erhebt sich der Vierungsturm der Kirche. Deutlich sind die Konturen vom Dach des Vierungsturmes mit schwarzer Farbe vom Grau des Gebäudes abgesetzt, während beim Glockenturm solche Begrenzungen fehlen und dünne Pinselstriche die Fenster in der charakteristischen Turmspitze andeuten. Zwischen den beiden Türmen ist das schneebedeckte Dach des Kirchenschiffes zu erkennen, durchschnitten von einem davor stehenden Schornstein. Weitere Schornsteine finden sich zur Begrenzung der Horizontlinie am rechten Bildrand und rechts neben dem am linken Bildrand stehenden Wohnhaus, dessen Identität sich heute nicht mehr bestimmen lässt. Nur das obere Stockwerk und das Dach des vom Bildrand angeschnittenen Gebäudes sind ausgeführt. In der grau-ocker gehaltenen Fassade sind durch drei schwarze Farbtupfer die Fenster angedeutet. Auf dem oberen Bereich des schwarzen Daches ist kontrastreich mit weißer Farbe der darauf liegende Schnee skizziert. Zwischen diesem Haus und der Kirche sowie direkt vor der Kirche finden sich weitere dunkle Dächer, auf denen Schnee liegt, ohne dass diese Gebäude näher zu identifizieren sind.
Die untere Bildhälfte ist der Landschaftsdarstellung vor dieser Stadtsilhouette vorbehalten. Mit groben Pinselstrichen hat Manet hier in Schwarz, Braun, Ocker und Weiß eine undefinierte Ortsbeschreibung vorgenommen. Der rechte Bereich stellt, mit seinen ruhigeren horizontalen Pinselstrichen, möglicherweise Felder oder eine andere ebene Fläche dar. Im linken Bereich ist ein in helleren Ockertönen gemalter Erdwall angedeutet, der auf seiner linken Seite ebenfalls teilweise schneebedeckt ist. Der winterlichen Landschaft entsprechend verzichtete Manet auf jegliches Grün im Gemälde. Der grau bedeckte Himmel wirft nur ein diffuses Licht auf die Szenerie, so dass im Bild jegliche Schatten fehlen.
Das Bild ist in der unteren linken Ecke signiert, datiert und mit einer Widmung versehen: „à mon ami H. Charlet“ und „Manet 28 Xbre 1870“ („Für meinen Freund H. Charlet“ und „Manet 28. Dezember 1870“). Aus Manets Adressbuch ist kein H. Charlet bekannt, so dass Kunsthistoriker davon ausgehen, dass es sich bei dieser Person um einen Kameraden Manets aus der Nationalgarde handelt. Unklar ist zudem, ob Manet das Bild an diesem Datum gemalt hat, oder nur die Signatur an diesem Tag hinzufügte. Das Datum der Signatur, der mögliche Kamerad in der Widmung und der Erdwall im linken Bildvordergrund deuten auf den Deutsch-Französischen Krieg von 1870 bis 1871 hin. Neben diesen wenigen Akzenten ist die Abwesenheit des Krieges im Bild auffällig. Weder Kanonen noch anderes Kriegsgerät sind vorhanden und weder zivile Personen noch Militärangehörige bevölkern die Szenerie.

## Bildtitel
Von Manet selbst ist keine Bezeichnung des Gemäldes überliefert, so dass Autoren und Übersetzer zu sehr verschiedenen Lösungen bei der Betitelung gekommen sind. Besonders bei den Veröffentlichungen in deutscher Sprache hat sich kein einheitlicher Bildtitel durchgesetzt. Die Literatur zu diesem Gemälde ist überwiegend in englischer Sprache erschienen, was darin begründet ist, dass sich das Bild seit 1912 in britischem Besitz befindet. Die Werkverzeichnisse des Künstlers hingegen sind meist in französischer Sprache verfasst, zuletzt 1975 von Rouart/Wildenstein. Lediglich die italienische Ausgabe von Sandra Orienti aus dem Jahr 1967 liegt in deutscher Übersetzung vor. Auch alle anderen Veröffentlichungen zu diesem Gemälde in deutscher Sprache sind Übersetzungen fremdsprachiger Literatur, einschließlich Falschschreibungen des Ortes. So variieren die deutschen Titel zwischen Landschaft bei Petit-Mont-Rouge, Schneeffekte bei Mont-Rouge, Die Kirche von Petit-Montrouge, Paris, Die Kirche von Petit-Montrouge im Schnee und Das kleine Montrouge während des Krieges. Nachdem in den 1980er Jahren in der englischsprachigen Literatur wiederholt die Bezeichnung Snow at Montrouge (Schnee bei Montrouge) zu finden war, hat sich in neueren Beschreibungen die Bezeichnung Effet de neige à Petit-Montrouge beziehungsweise Effect of Snow at Petit-Montrouge (Schneeeffekt bei Petit-Montrouge) durchgesetzt. Diesen Bildtitel verwendet auch das National Museum Cardiff, in dessen Besitz sich das Bild befindet.

## Manet als Nationalgardist – Hintergründe zur Entstehung des Gemäldes

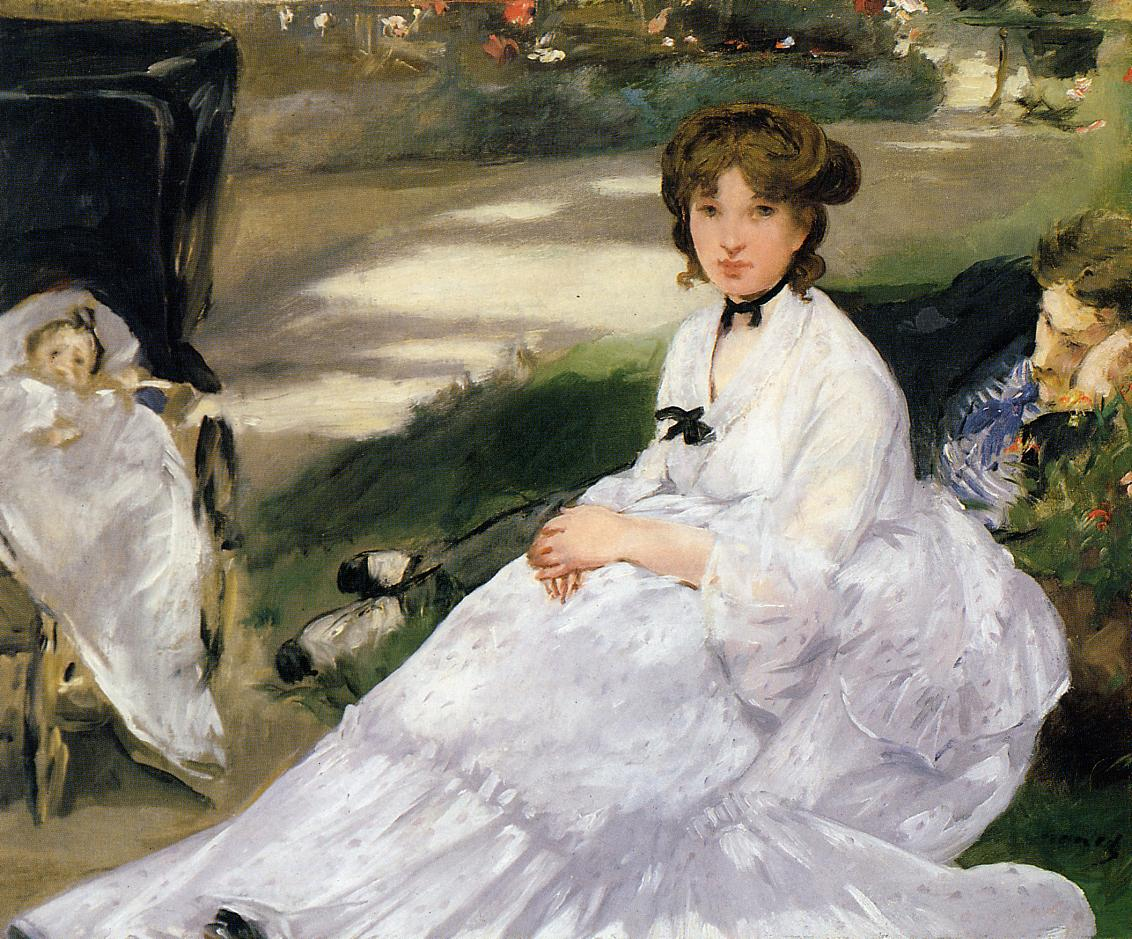
Im Garten, 1870 – Erstes von Manet in der freien Natur vollendetes Gemälde

Der Sommer 1870 begann für Manet mit einer künstlerischen Neuerung. Mit dem Gemälde Im Garten hatte er erstmals ein Werk en plein air vollendet, statt wie bisher in der Natur lediglich Skizzen anzufertigen, die später im Atelier als Vorlage für die Arbeit an Ölbildern dienten. Als Frankreich am 19. Juli 1870 Preußen den Krieg erklärte, befand sich Manet mit seiner Familie in den Sommerferien in Saint-Germain-en-Laye. Erst im August beendete er den Ferienaufenthalt und kehrte in seine Pariser Wohnung zurück. Als überzeugter Republikaner stand Manet sowohl der Monarchie generell, als auch der Politik des französischen Kaisers Napoleon III. im Besonderen ablehnend gegenüber und verhielt sich in den folgenden Wochen zunächst abwartend.

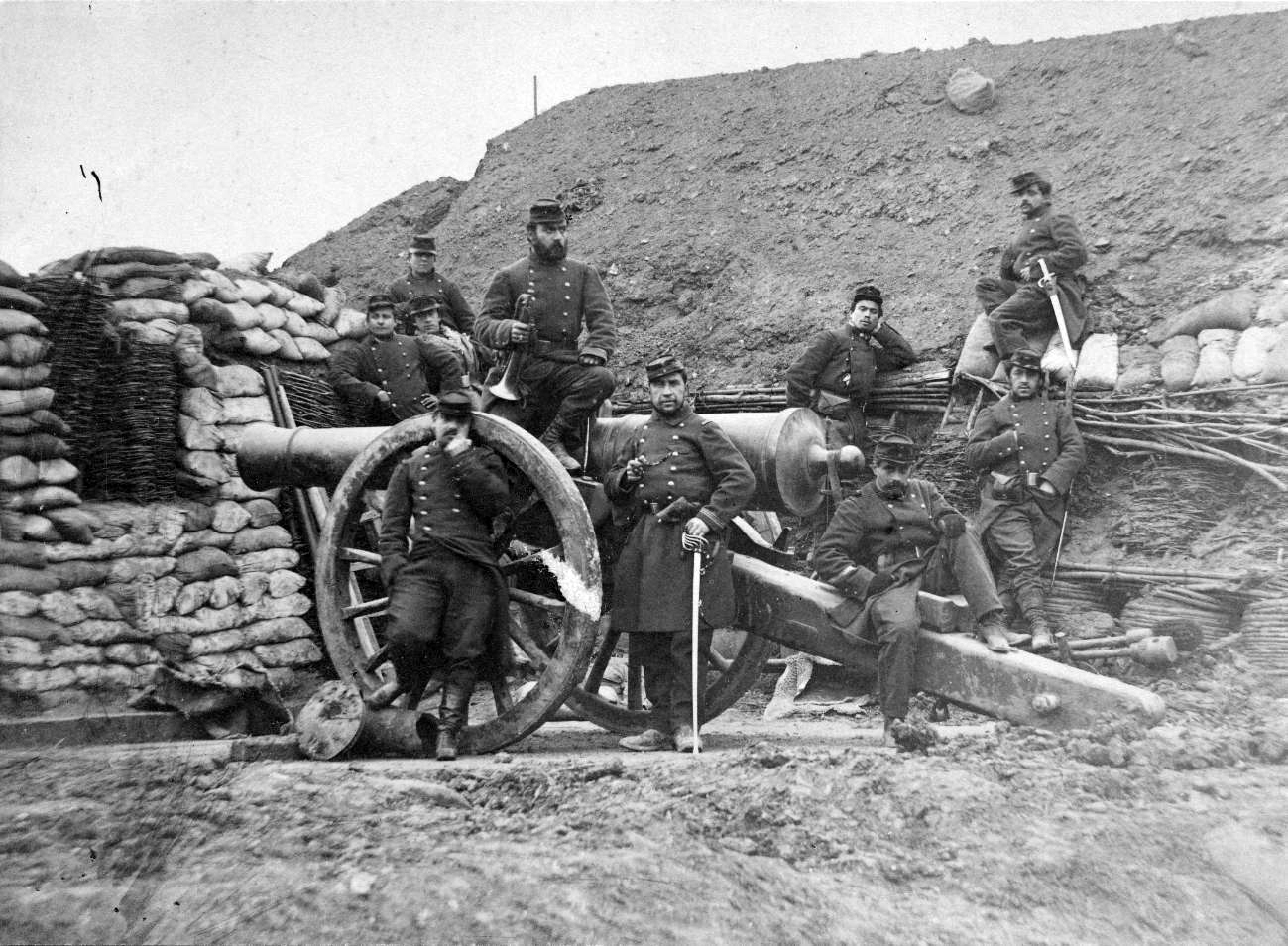
Französische Soldaten 1870–71 (Zeitgenössische Fotografie)

Dies änderte sich nach der Niederlage der französischen Truppen in der Schlacht von Sedan. Manet begrüßte zwar die Proklamation der Republik am 4. September, sah aber die Gefahr der auf Paris vorrückenden feindlichen Armeen. Am 8. September schickte er seine Mutter und seine Frau mit ihrem Sohn zur Sicherheit nach Oloron-Sainte-Marie in den Pyrenäen. Während einige von Manets Künstlerfreunden – beispielsweise Claude Monet – vor dem Krieg nach London geflohen waren, blieb Manet in Paris und meldete sich zur Nationalgarde. In den folgenden Monaten bis zum Kriegsende schrieb Manet, der ansonsten wenige schriftliche Zeugnisse hinterließ, zahlreiche Briefe an seine Familie und an Freunde, die aufschlussreich Auskunft über das sich verändernde Alltagsleben in der Hauptstadt und Manets Gedanken und emotionale Verfassung geben. Seit dem 19. September war Paris von feindlichen Truppen eingeschlossen, so dass seine Briefe die Hauptstadt als Ballonpost verließen.
Zu Beginn der Belagerung berichtete er von täglichen militärischen Übungen und seinem Wachdienst auf den Befestigungsanlagen, die Paris umgaben. Noch findet sich in diesen Briefen eine gewisse patriotische Siegeszuversicht. Schon bald beklagte er sich jedoch über Langeweile und notierte stetig wachsende Preise für Lebensmittel. Zudem plagte den 38-jährigen Manet im Oktober 1870 ein Fußleiden. Im November schrieb er an seine Frau: „Hier kommt man allmählich um vor Hunger“ und drei Tage später „Es gibt in Paris jetzt Schlächtereien für Katzen, Hunde und Ratten.“ Diese Erfahrungen hat Manet nach Vorbild von Goyas Desastres de la Guerra in der Radierung Schlange vor dem Fleischerladen verarbeitet, die möglicherweise erst nach dem Krieg aus der Erinnerung entstanden ist. Der Autor Edward Lilley sieht in dieser Radierung eine Darstellung der „Geschichte von Unten“, da hierin kein besonderes geschichtliches Ereignis gezeigt wird, sondern die große Entbehrung, die der Krieg für die Masse der Menschen bedeutet.

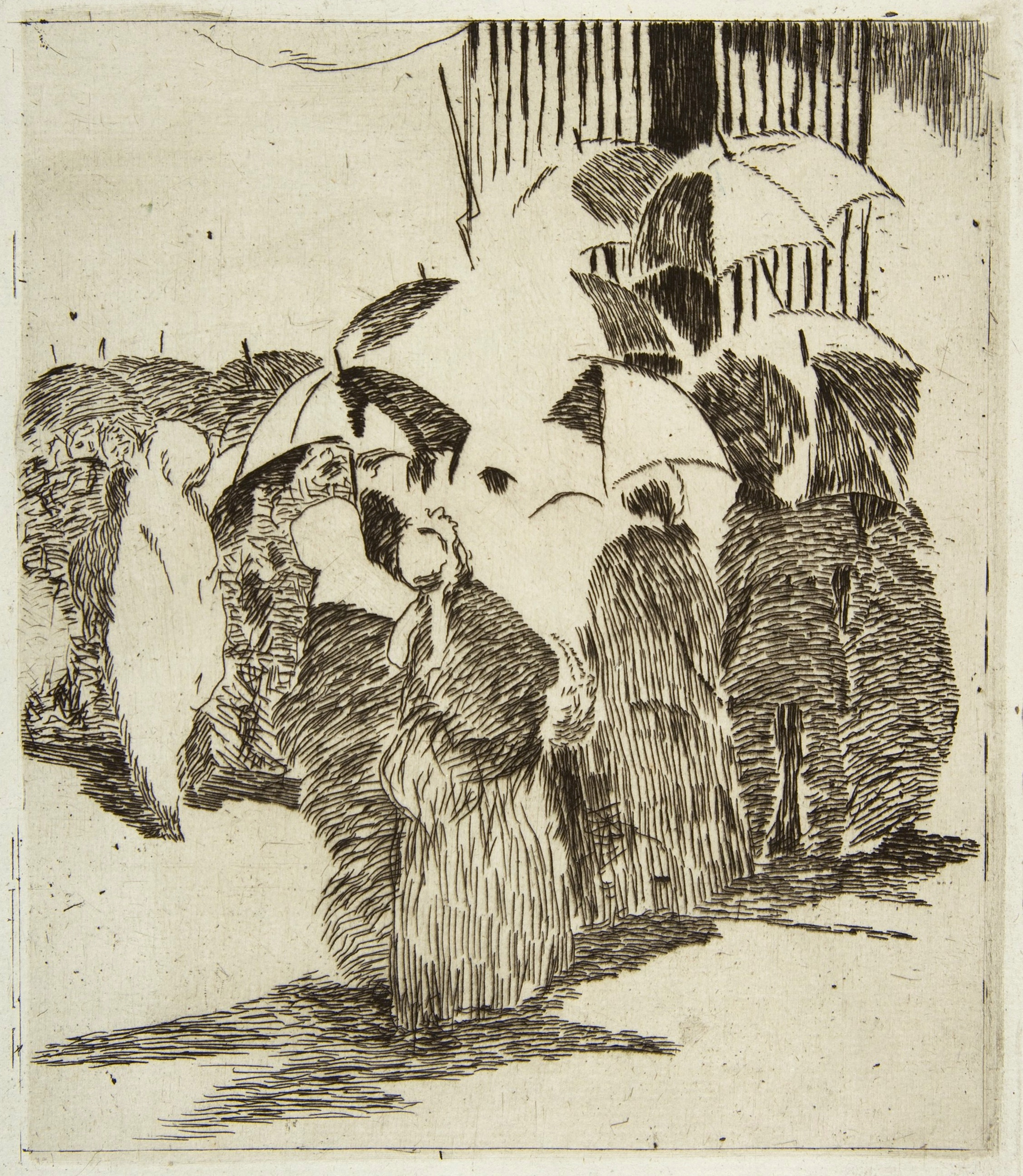
Schlange vor dem Fleischerladen, 1870–71 – Manets Illustration der notleidenden Bevölkerung im eingeschlossenen Paris

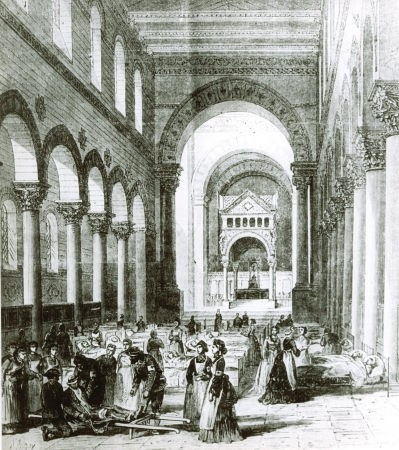
Das Innere von St-Pierre de Montrouge während der Nutzung als Lazarett im Krieg von 1870/71 (Unbekannter Künstler)

Hinweise zur Entstehung des Gemäldes Effet de neige à Petit-Montrouge gibt Manet in zwei Briefen vom 19. November. An seine Frau schrieb er „Mein Tornister ist gleichzeitig mit allem versehen, was man zum Malen braucht, und ich werde bald mit einigen Studien nach der Natur beginnen. Solche Erinnerungen werden eines Tages Wert besitzen.“ und an seine Freundin Eva Gonzalès „Mein Tornister ist mit meiner Malschachtel und meiner Feldstaffelei ausgerüstet, mit allem was es braucht, um nicht müßig zu sein.“
Seit dem 7. November war Manet als freiwilliger Kanonier bei der Artillerie an der Porte de Saint-Quen stationiert. Nachdem er sich abermals über Langeweile beschwert hatte und zudem „sintflutartige Regengüsse“ seinen Alltag beeinträchtigt hatten, kam er am 1. Dezember in der Schlacht von Champigny zum Einsatz, die er mit den Worten „Die Granaten fliegen einem von allen Seiten um die Ohren“ beschrieb. Von den Strapazen gesundheitlich beeinträchtigt, wechselte Manet wenig später in den Regimentsstab. Seine Siegeszuversicht der ersten Kriegstage wich einer realistischen Einschätzung der militärischen Lage, die er am 18. Dezember mit den Worten „Ich gestehe Dir, dass ich kaum noch Hoffnung auf einen Erfolg unserer Waffen habe, …“ beschrieb. Im selben Brief an seine Frau findet sich der Satz „Ich beschäftige mich mit einer sehr wichtigen Angelegenheit, die hoffentlich gelingt“, der als Indiz für die Arbeit an einem Gemälde gewertet wird. Aus einem weiteren Brief ist zu erfahren, dass sich Manets Bruder Eugène zu dieser Zeit in Montrouge aufhielt, einem südlichen Vorort von Paris, und inzwischen winterliche Temperaturen herrschten. Ein Aufenthalt von Manet in dieser Gegend ist aus seinen Briefen nicht belegt. Es ist aber möglich, dass er die Kirche St-Pierre de Montrouge im wenige Kilometer entfernten Petit-Montrouge in militärischer Funktion aufgesucht hat, da diese im Krieg als Lazarett und ihr Kirchturm als Wachposten genutzt wurde.
Ein genaues Datum zur Entstehung von Effet de neige à Petit-Montrouge ist trotz der Datumsangabe auf dem Gemälde nicht gesichert. Die am 22. Dezember von Manet beschriebenen kalten Temperaturen lassen die Entstehungszeit in die Tage um das Weihnachtsfest 1870 eingrenzen. Die düstere Stimmung des Bildes spiegelt sich in Manets Einschätzung der militärischen Hoffnungslosigkeit. Zudem befand sich Manet im doppelten Sinn in einer fremden Umgebung. Dies betrifft sowohl den Personenkreis aus Militärangehörigen, statt wie gewohnt Familie und Freunde, als auch die am südlichen Stadtrand von Paris befindlichen Befestigungsanlagen, auf denen er seinen Dienst tat. Dem im Stadtzentrum nördlich der Seine lebenden Manet war diese Gegend eher unbekannt.
Der Autor Edward Lilley hat auf eine mögliche symbolische Bedeutung des Kirchengebäudes im Gemälde hingewiesen. Das Stadtviertel Petit-Montrouge war erst unter dem Stadtplaner Napoléons III., Baron Haussmann, als Teil des 14. Arrondissement eingemeindet worden, und der Bau der Kirche St-Pierre de Montrouge begann erst in den 1860er Jahren – in der Regierungszeit Napoléons III. St-Pierre de Montrouge stand somit auch für die Politik des abgesetzten französischen Kaisers, der den Krieg, unter dem Manet bei der Arbeit am Gemälde litt, maßgeblich zu verantworten hatte. Nach Beendigung des Gemäldes hat Manet vermutlich nur noch bedingt an militärischen Einsätzen teilgenommen, da er im Januar 1871 an Grippe erkrankte. Nach Einstellung der Kampfhandlungen verließ Manet am 12. Februar Paris und fuhr zu seiner Frau in die Pyrenäen.

## Bilder vom Krieg
Historienmalerei genoss im Zweiten Kaiserreich höchstes Ansehen, dem andere Bildthemen wie Porträts, Genreszenen, Landschaftsansichten oder Stillleben untergeordnet waren. Zur traditionellen Aufgabe der Historienmalerei gehörte die Darstellung von bedeutsamen Ereignissen der Vergangenheit, mit dem Ziel, Heldentum oder Tugendhaftigkeit beispielhaft als Bildbotschaft zu transportieren. Manets Zeitgenosse Jean-Auguste-Dominique Ingres vertrat hierbei den extremen Standpunkt: „Historienmaler ist, wer heroische Taten darstellt, und Heldentaten dieser Art finden sich nur in der Geschichte der Griechen und Römer“. Manet widmete sich in den 1860er Jahren zweimal dem Thema Historienbild. Zunächst entstand 1864 das Seegefecht zwischen der Kearsarge und der Alabama, die Darstellung einer Episode des Amerikanischen Bürgerkrieges vor der französischen Küste. Das zweite Historienbild Manets aus dieser Zeit war Die Erschießung Kaiser Maximilians von Mexiko. Manet erfuhr von beiden Ereignissen aus den Zeitungen, die teilweise die Artikel mit Illustrationen versahen.
Beide Bilder entsprachen nicht den tradierten Formen der Historienmalerei, da die Aktualität des Themas den Zeitgenossen als unpassend für ein Historienbild erschien. Das Seegefecht zwischen der Kearsarge und der Alabama stellte Manet im zweiten Kaiserreich zweimal auf privat organisierten Ausstellungen aus, wo es nicht den erwünschten Erfolg hatte. Für Die Erschießung Kaiser Maximilians von Mexiko erhielt Manet keine Zulassung zum Salon de Paris von 1869, und der Druck einer nach dem Gemälde entstandenen Lithographie wurde von den Behörden verboten. Beide Versuche Manets, mit dem Genre des Historienbildes beim Publikum und der Kritik Erfolg zu finden, schlugen fehl und sind möglicherweise einer der Gründe dafür, dass er sich im Deutsch-Französischen Krieg diesem Thema nur zurückhaltend widmete. In Effet de neige à Petit-Montrouge finden sich nur wenige Hinweise auf den Krieg. Es ist kein für den Salon gemaltes Historienbild, sondern ein spontan entstandenes Landschaftsgemälde, das Manets Stimmung in dieser Zeit ausdrückt.

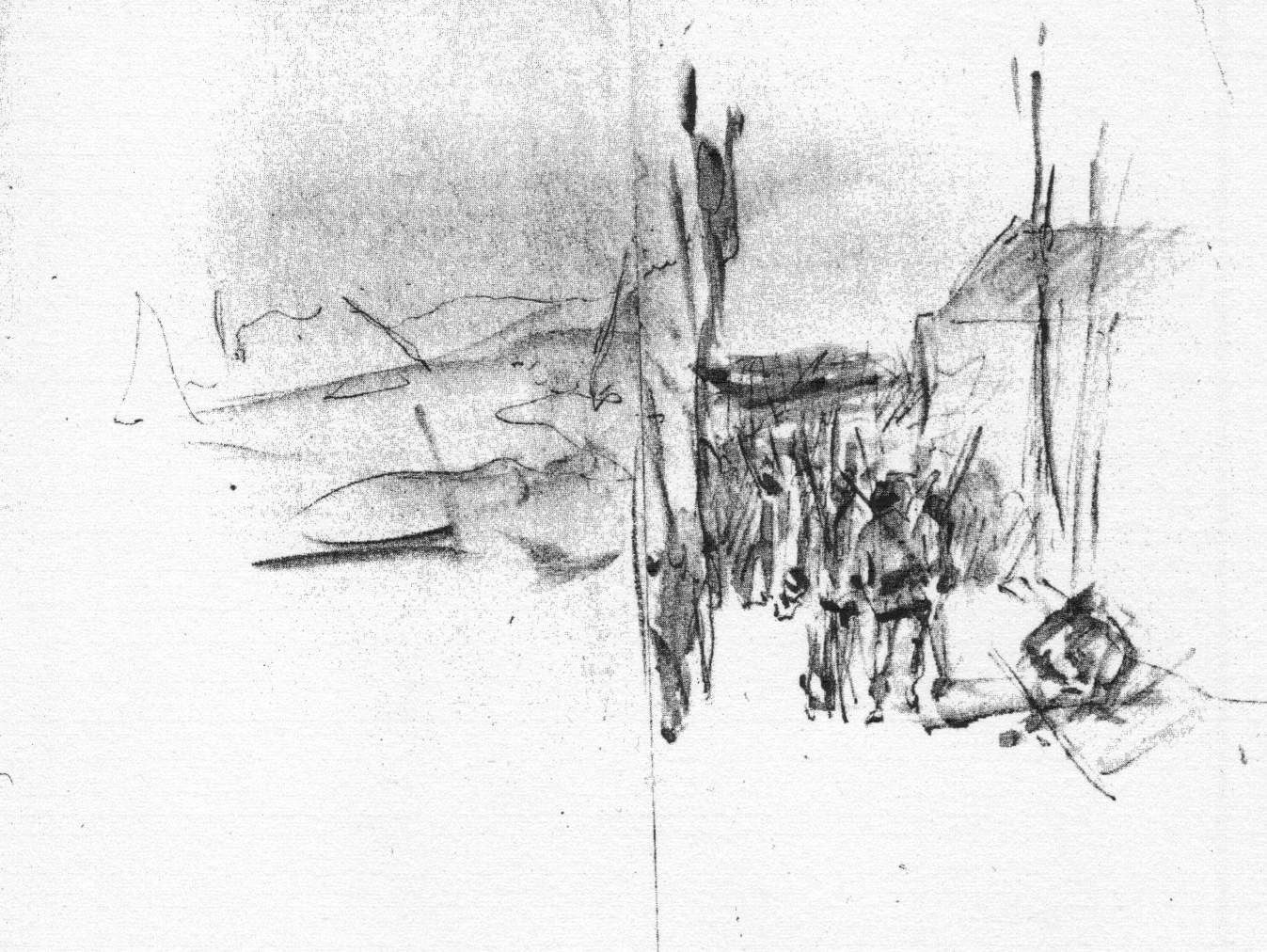
Soldats se rendant aux avant-postes, 1870 – Manets einzige bekannte Zeichnung aus der Zeit der Belagerung von Paris

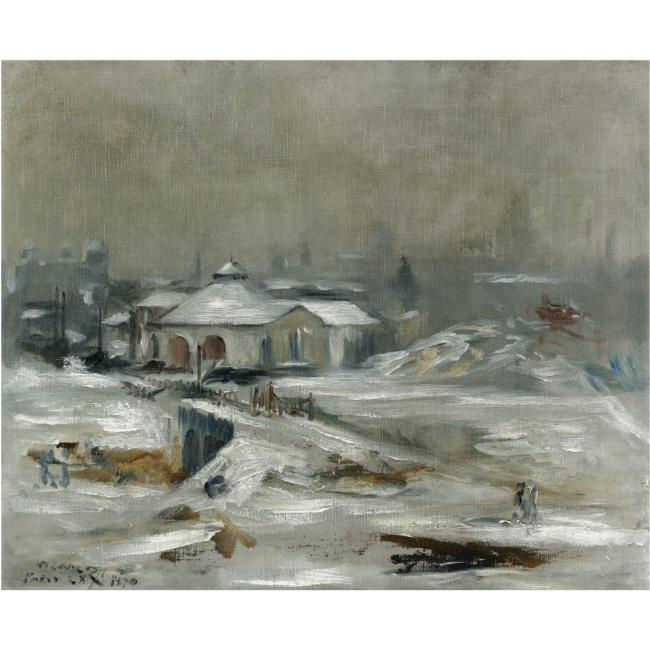
La gare du chemin de fer de Sceaux – Zweites Gemälde Manets aus dem Winter 1870

Im Werkverzeichnis von Rouart/Wildenstein ist Effet de neige à Petit-Montrouge als einziges Gemälde Manets aufgeführt, das während der Zeit der Belagerung von Paris entstanden ist. Des Weiteren findet sich in diesem Werkverzeichnis nur eine Zeichnung aus dieser Zeit. Unter der Bezeichnung Soldats se rendant aux avant-postes (Soldaten beziehen einen Vorposten) zeichnete Manet einen gebeugt auf einer Kanone sitzenden Mann neben einer Gruppe umher stehender Militärangehöriger. Ebenso wie in Effet de neige à Petit-Montrouge stellt Manet hier keine heroische Kampfhandlung dar, sondern zeigt die Monotonie des Krieges. Die Zeichnung illustriert die von Manet in seinen Briefen beschriebene Langeweile und das zermürbende Warten.
Manets Biograf Adolphe Tabarant erwähnt in seinem Werkverzeichnis zudem ein weiteres Gemälde aus der Zeit der Belagerung von Paris. Es handelt sich hierbei um La gare du chemin de fer de Sceaux, das den unweit der Kirche St-Pierre de Montrouge gelegenen Bahnhof der Eisenbahnlinie nach Sceaux, den heutigen RER-Bahnhof Gare de Denfert-Rochereau, zeigt. Der Verbleib dieses Gemäldes galt mehrere Jahrzehnte als ungeklärt, bis es 2005 bei einer Auktion in Paris wieder auftauchte, so dass Rouart/Wildenstein dieses Bild nur durch Beschreibungen Tabarants kannten und es deshalb nicht in ihrem Werkverzeichnis aufnahmen. La gare du chemin de fer de Sceaux zeigt ebenfalls eine verschneite Winterlandschaft, auf der neben dem zentralen Gebäude in der Bildmitte, dem Bahnhof, nur wenige Details in der ansonsten skizzenhaften Ausführung zu erkennen sind. Das Bild trägt die Signatur „Manet“ und ist zudem mit der Ortsbezeichnung „Paris“ und dem Datum „28 XII 1870“ versehen. Laut Tabarant verschenkte Manet dieses Bild an einen Herrn Lambert, der ebenfalls ein Kamerad aus der Nationalgarde gewesen sein soll. Die Eisenbahn kann hierin als Symbol der Verbindung zu seiner Frau gelesen werden, die mit der Eisenbahn vor dem Krieg in die Pyrenäen geflüchtet war. Deutlich sind somit die mehrfachen Parallelen zu Effet de neige à Petit-Montrouge. Beide Bilder zeigen eine Landschaftsdarstellung in ähnlicher Farbgebung und verwandtem Bildaufbau, beide Werke tragen dasselbe Datum, beide Bilder gingen vermutlich als Geschenk an einen Kameraden und in beiden Bildern kann eine ähnliche Symbolik gelesen werden.
Manets Effet de neige à Petit-Montrouge ist eines der wenigen Gemälde, die während der Belagerung von Paris entstanden. Die meisten Gemälde, die das Thema behandeln, schufen Künstler erst nach Beendigung des Deutsch-Französischen Krieges, teils mit erheblichem zeitlichen Abstand. Im Krieg, der auch durch das Medium der Fotografie dokumentiert ist, bevorzugten Künstler meist grafische Arbeiten, die als Illustrationen in den Zeitungen Verwendung fanden. Während des Krieges entstanden, geben sie wie Manets Gemälde einen unmittelbaren und unverfälschten Eindruck der Stimmung im belagerten Paris wieder. Hierunter befinden sich neben Schilderungen des realen Kriegsgeschehens auch Arbeiten namhafter Karikaturisten. Der unter dem Künstlernamen Cham zeichnende Amédée de Noé zeigt beispielsweise in einer Karikatur einen französischen Kanonier, der in winterlicher Szene nach dem Feind Ausschau hält. Die Figur des Soldaten ist hierbei deutlich mit den Gesichtszügen Napoléons III. gezeichnet. Die Bildunterschrift spielt auf den von der kaiserlichen Propaganda versprochenen schnellen Sieg an, der im Winter 1870 in weite Ferne gerückt war. Die Folgen des Krieges für den einzelnen Soldaten beschreibt Honoré Daumier in seiner Zeichnung eines greisen Soldaten, der auf einer Kanone lehnend vor der Kulisse des Invalidendoms dargestellt ist. Mit amputiertem Unterschenkel und auf Krücken gestützt verdeutlicht der alte Mann den Zustand der vor der Niederlage stehenden Armee. Ein weiterer Chronist des Krieges war Manets Freund Félix Bracquemond, dessen Zeichnung Le bastion 84 den Wachdienst auf den Paris umgebenden Befestigungsanlagen wiedergibt. Er griff in seinen Zeichnungen auch glorifizierende Darstellungen des Krieges von zeitgenössischen Bildhauern auf. La Résistance, eine 1870 modellierte Skulptur von Alexandre Falguière, die eine nackte Frau auf einer Kanone zeigt und den Widerstand symbolisiert, stellte Bracquemond in eine winterliche Landschaft und lässt zu ihren Füßen Soldaten Wache schieben.

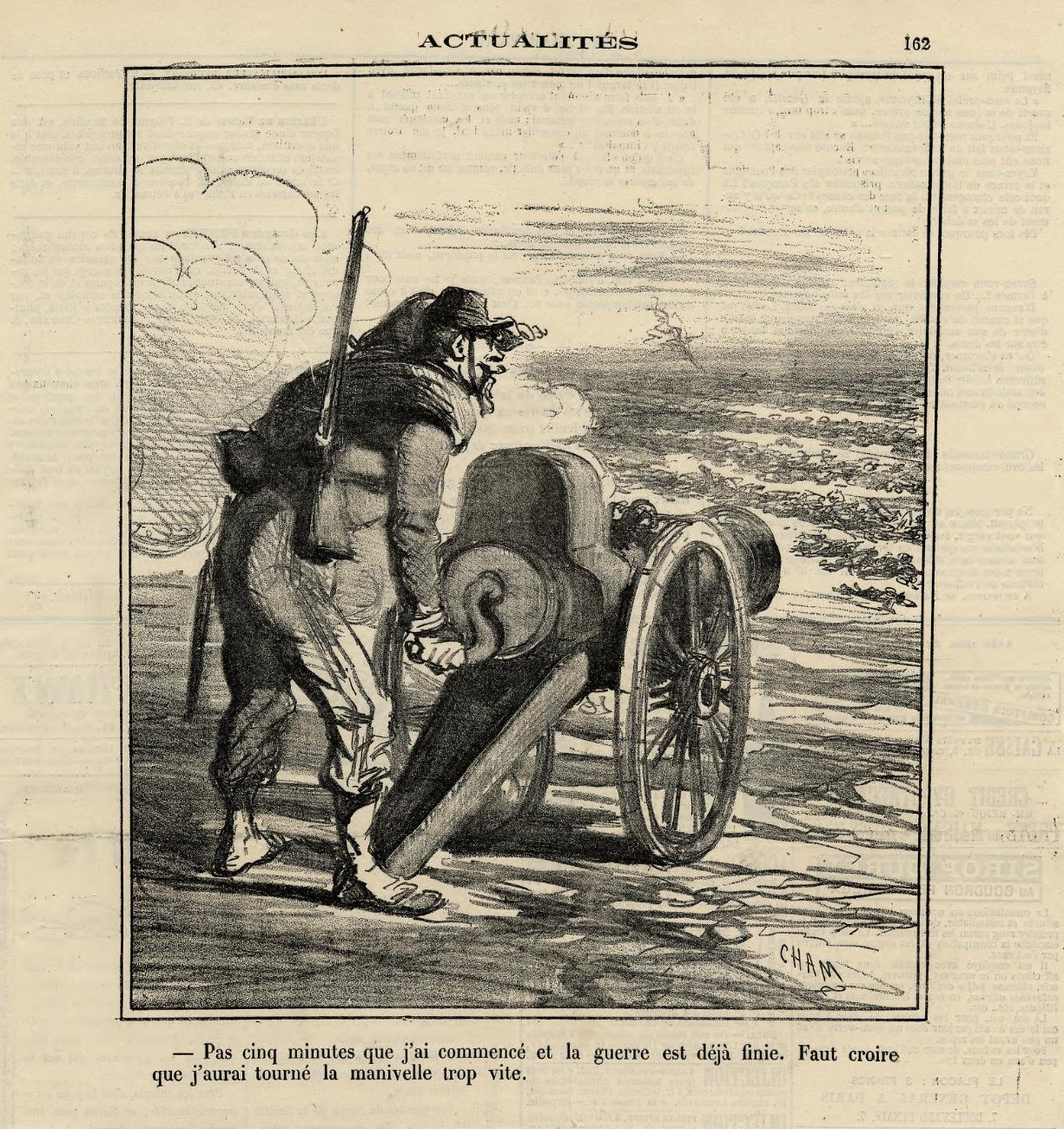
Amédée de Noé: Pas cinq minutes ..., 1870
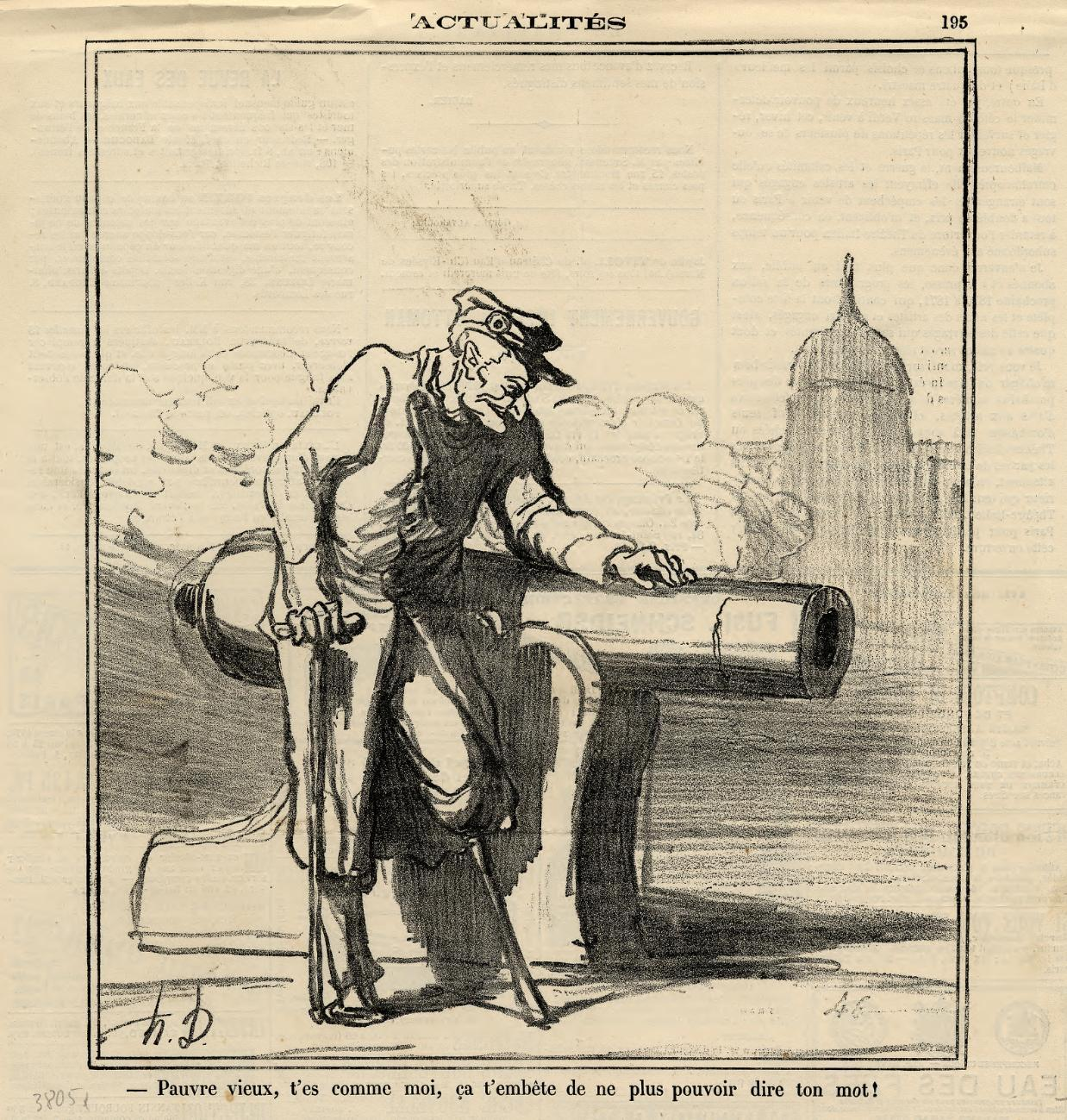
Honoré Daumier: Pauvre vieux ..., 1870
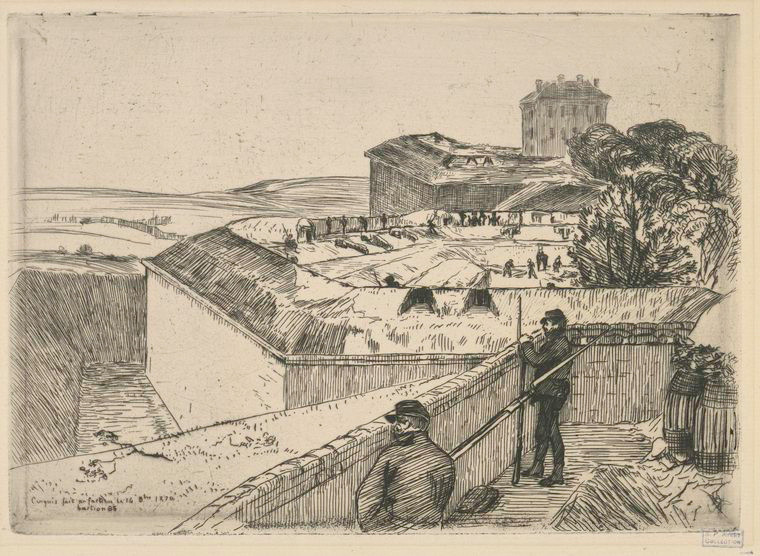
Félix Bracquemond: Le bastion 84, 1870
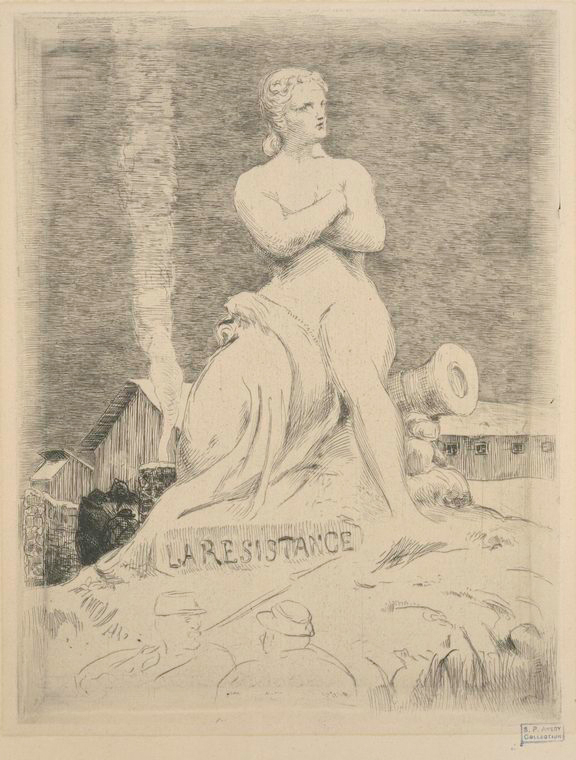
Félix Bracquemond: La statue de la Résistance, par Falguière, 1870

Die Vertreter der Historienmalerei wandten sich erst in den Jahren nach Beendigung des Krieges dem Thema zu. Einer der führenden Schlachtenmaler dieser Zeit war Alphonse de Neuville, der um 1880 die Schlacht von Champigny als Thema wählte – die einzige Schlacht, an der Manet aktiv teilgenommen hatte. In Neuvilles Gemälde sind die Rollen klar verteilt; während im Bildvordergrund getötete feindliche Soldaten liegen, recken französische Soldaten ihre Gewehre siegreich nach oben. Vier Jahre später entstand die Belagerung von Paris von Ernest Meissonier. Sein Bild zeigt keine konkrete Schlacht, sondern stellt den verlustreichen Kampf der französischen Armee symbolreich dar. Vor einer Szene von kämpfenden Soldaten liegen zwar die Opfer des Krieges, doch steht in der Bildmitte Marianne als Symbolfigur Frankreichs mit der Trikolore in der Hand für den ungebrochenen Nationalstolz. Obwohl de Neuville und Meissonier wie Manet als Soldaten Teilnehmer des Krieges waren, zeigen ihre Historienbilder keine realistische Darstellung des Krieges, sondern verklären das Geschehen im Nachhinein. De Neuville und Meissonier entsprachen in ihren Gemälden damit den zeitgenössischen Erwartungen an ein Historienbild, anders als Manet, der in Effet de neige à Petit-Montrouge seine persönliche Stimmung während der Belagerung wiedergab.

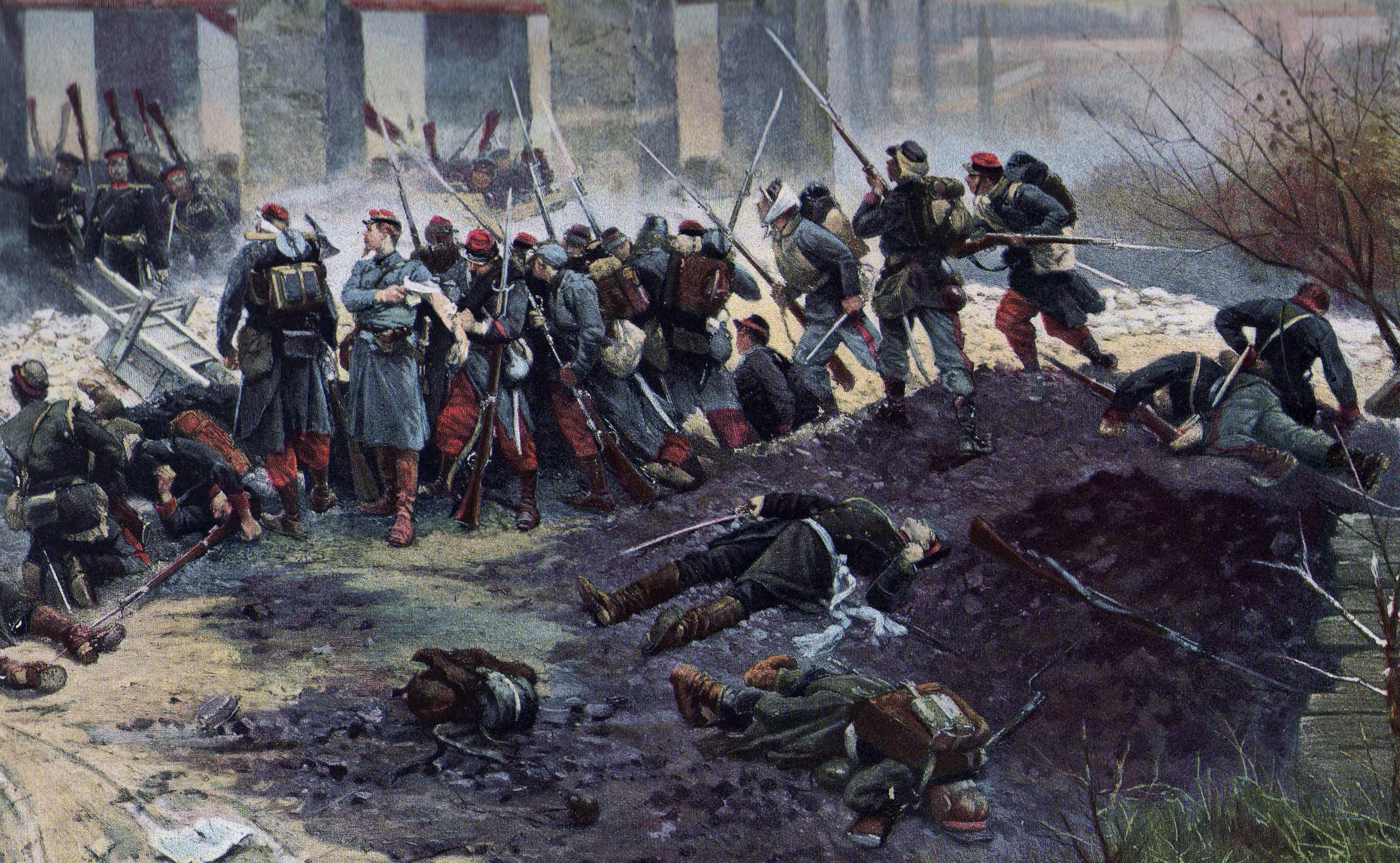
Alphonse de Neuville: Schlacht von Champigny, 1880 (Detail)
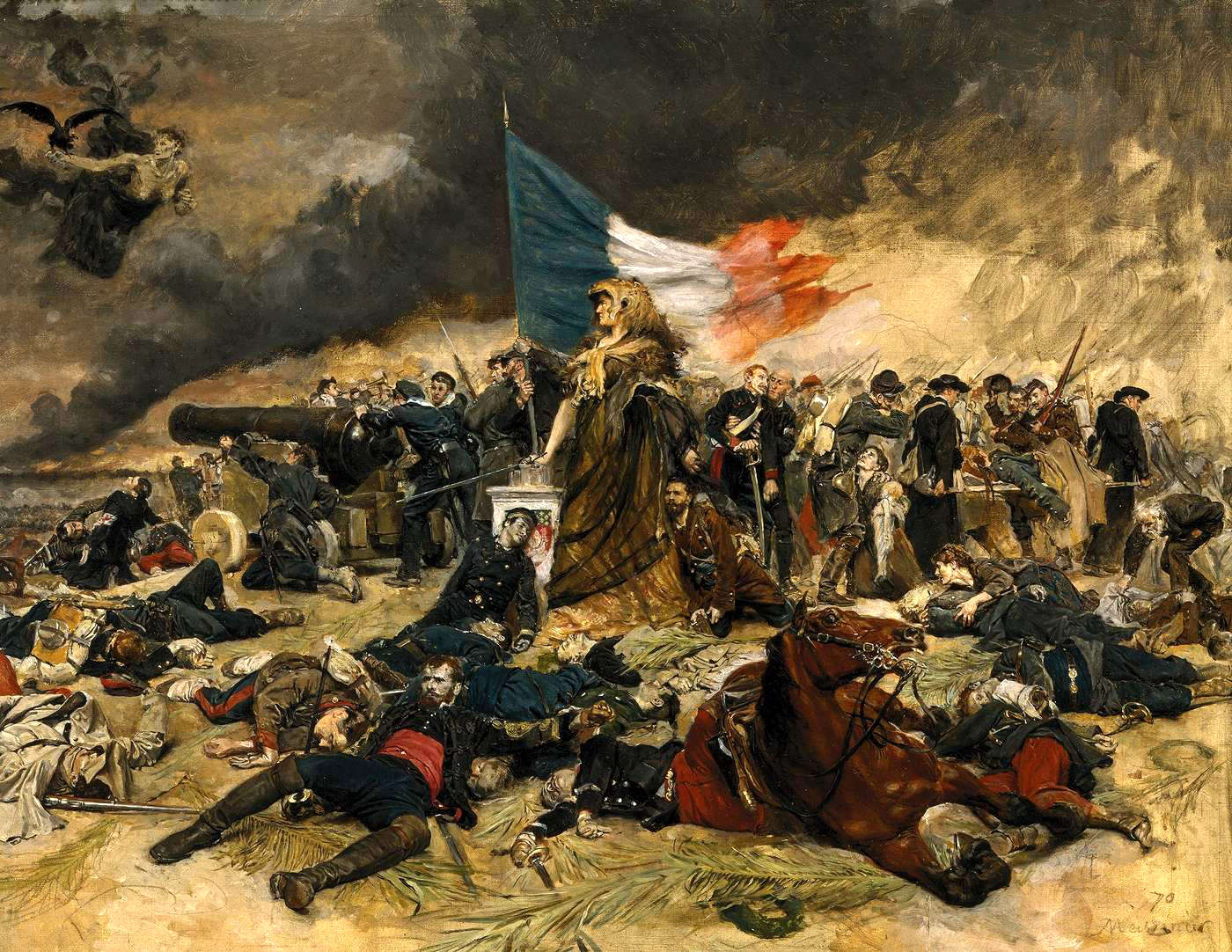
Ernest Meissonier: Belagerung von Paris, 1884

## Landschaftsmalerei – eine Ausnahme im Gesamtwerk Manets
Im Gesamtwerk Édouard Manets findet sich zwar eine größere Gruppe von Seestücken, aber die eigentliche Landschaftsmalerei einschließlich Stadtansichten ist nur vereinzelt im Œuvre des Künstlers vertreten. Darstellungen der Landschaft dienten Manet meist als Hintergrund für Figurenbilder oder zur Illustration von Ereignissen. Frühes Beispiel hierfür ist Musik im Tuileriengarten von 1862, eines der ersten Gemälde Manets, in denen er seine Heimatstadt Paris thematisierte. Die Bäume des Parks bilden hierin jedoch lediglich eine Hintergrundkulisse für ein Gruppenporträt. Im Gemälde Die Weltausstellung von 1867 zeigte Manet erstmals ein Panorama von Paris. Die Silhouette der Stadt, einschließlich der neu errichteten Ausstellungshallen, sind abermals Bildhintergrund, während die Freifläche mit Ausstellungsbesuchern und anderen Figuren den Vordergrund bilden. Etwa zeitgleich schuf Manet mit Das Begräbnis ein weiteres Gemälde, in dem die Pariser Silhouette als Hintergrund dient. Vermutet wird, dass in diesem Gemälde die Bestattung von Manets Freund Charles Baudelaire gezeigt wird, bei der ein im Bild durch dunklen Himmel angedeutetes Gewitter viele Freunde von der Teilnahme abhielt. Obwohl sich die Gebäude im Hintergrund relativ eindeutig bestimmen lassen, sind nicht sie, sondern das Geschehen im Vordergrund das eigentliche Bildthema. Das reale Gewitter unterstreicht hierbei die düstere Stimmung der Beerdigung. Hierdurch zeigt sich eine deutliche Parallele zum Gemälde Effet de neige à Petit-Montrouge, bei dem das diffuse Licht des winterlichen Himmels die trostlose Situation Manets und der sich abzeichnenden Niederlage verdeutlicht. Durch den Verzicht Manets auf die Darstellung von Kriegshandlungen im Vordergrund in Effet de neige à Petit-Montrouge wie in La gare du chemin de fer de Sceaux ist die Stadtansicht jedoch nicht mehr nur Hintergrundsilhouette eines Ereignisbildes, sondern, als skizzenhafte Wiedergabe eines Eindrucks, eine seiner frühesten impressionistischen Landschaftsdarstellungen. Jahre vor der ersten Gruppenausstellung der Impressionisten von 1874 zeigt Manet in diesen Kriegsbildern, wie sehr er sich zusammen mit seinen befreundeten Malerkollegen der neuen Malweise sowohl in der Motivwahl, als auch in der Weise des lockeren Pinselstrichs verbunden fühlte, obwohl den Bildern die für den Impressionismus charakteristische positive Grundstimmung fehlt.
Nur wenige Monate nach der Entstehung von Effet de neige à Petit-Montrouge zeigt sich in Die Bucht von Arcachon und Leuchtturm auf dem Cap Ferret Manets anhaltende düstere Stimmungslage. Das zur Zeit der Pariser Kommune entstandene Gemälde ist ebenfalls überwiegend in dunklen Brauntönen gemalt und verweist als menschenleeres Stimmungsbild auf eine ungewisse Zukunft. Möglicherweise bei diesem Aufenthalt in Südfrankreich entstand zudem das Gemälde Landschaft mit einer Dorfkirche. Wie in Effet de neige à Petit-Montrouge bildet hier ein Kirchturm den markanten Blickpunkt einer Horizontlinie. Winterliche Szenen, wie sie im Werk Monets häufig zu finden sind, blieben bei Manet die Ausnahme. Effet de neige à Petit-Montrouge ist neben La gare du chemin de fer de Sceaux Manets einzige Behandlung des Themas Winterlandschaft. Auch Ansichten von Paris sind im Werk Manets selten. 1878 entstand die skizzenhafte Beim Place Clichy in Paris und die Serie mit drei Gemälden der Rue Mosnier. Diese Bilder einer Pariser Straße finden sich zwar in ähnlicher Ausführung auch im Werk Monets und bei Künstlern wie Camille Pissarro oder Gustave Caillebotte, sind aber bei Manet mehr als die Wiedergabe von Lichteffekten oder die Schilderung des Großstadtlebens. Besonders in der im J. Paul Getty Museum befindlichen Version des Gemäldes Die Rue Mosnier mit Flaggen greift Manet durch den Mann mit Krücken im Bildvordergrund als Akzent erneut das Thema des verlorenen Krieges auf, während die zum Nationalfeiertag geschmückte Straße den Rahmen der Handlung bietet. Die Rue Mosnier mit Flaggen ist wie Effet de neige à Petit-Montrouge nicht nur eine reine Stadtansicht, sondern verdeutlicht Manets kritische Haltung zum politischen Geschehen seiner Zeit.

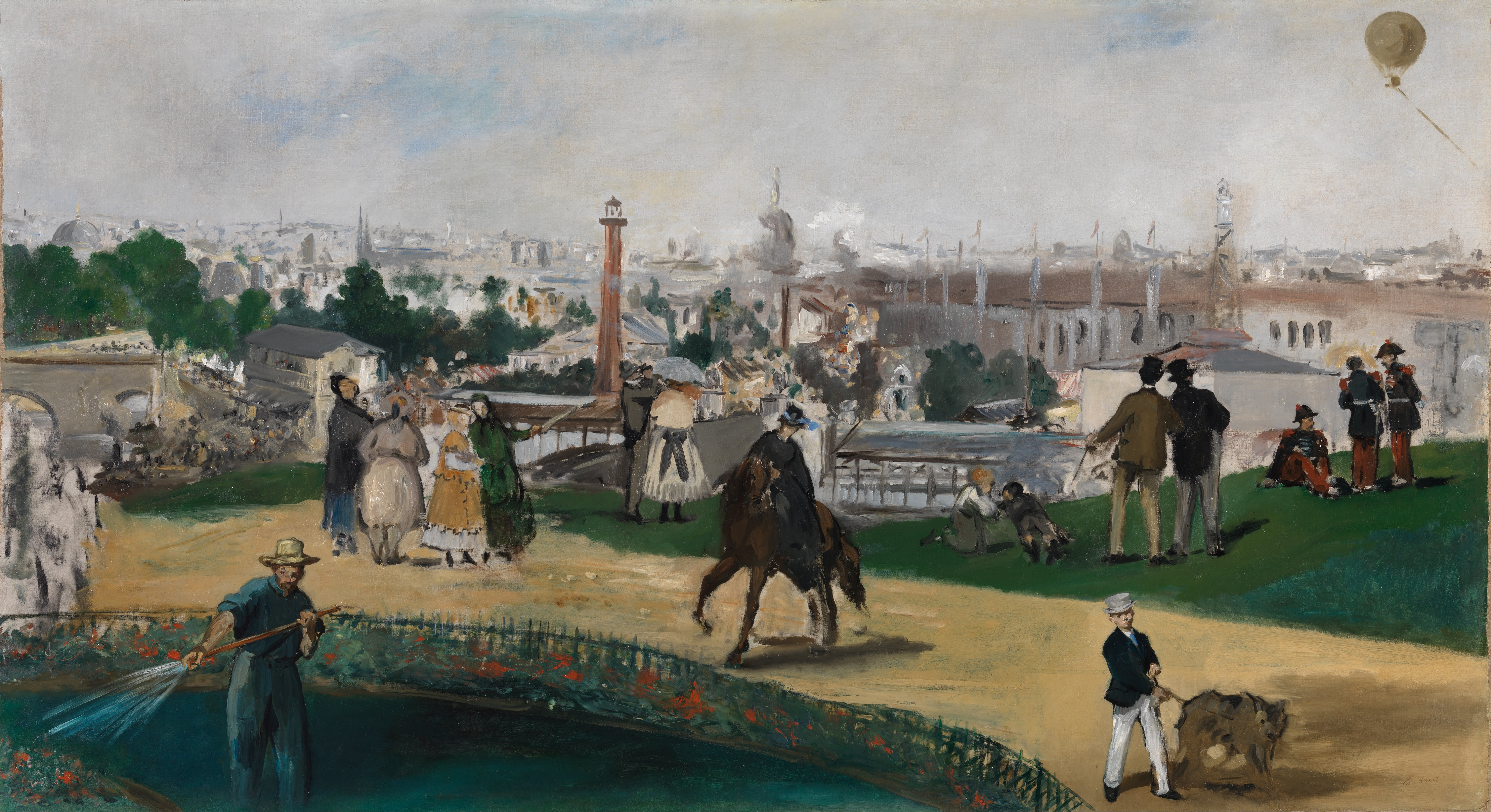
Édouard Manet: Die Weltausstellung von 1867, 1867
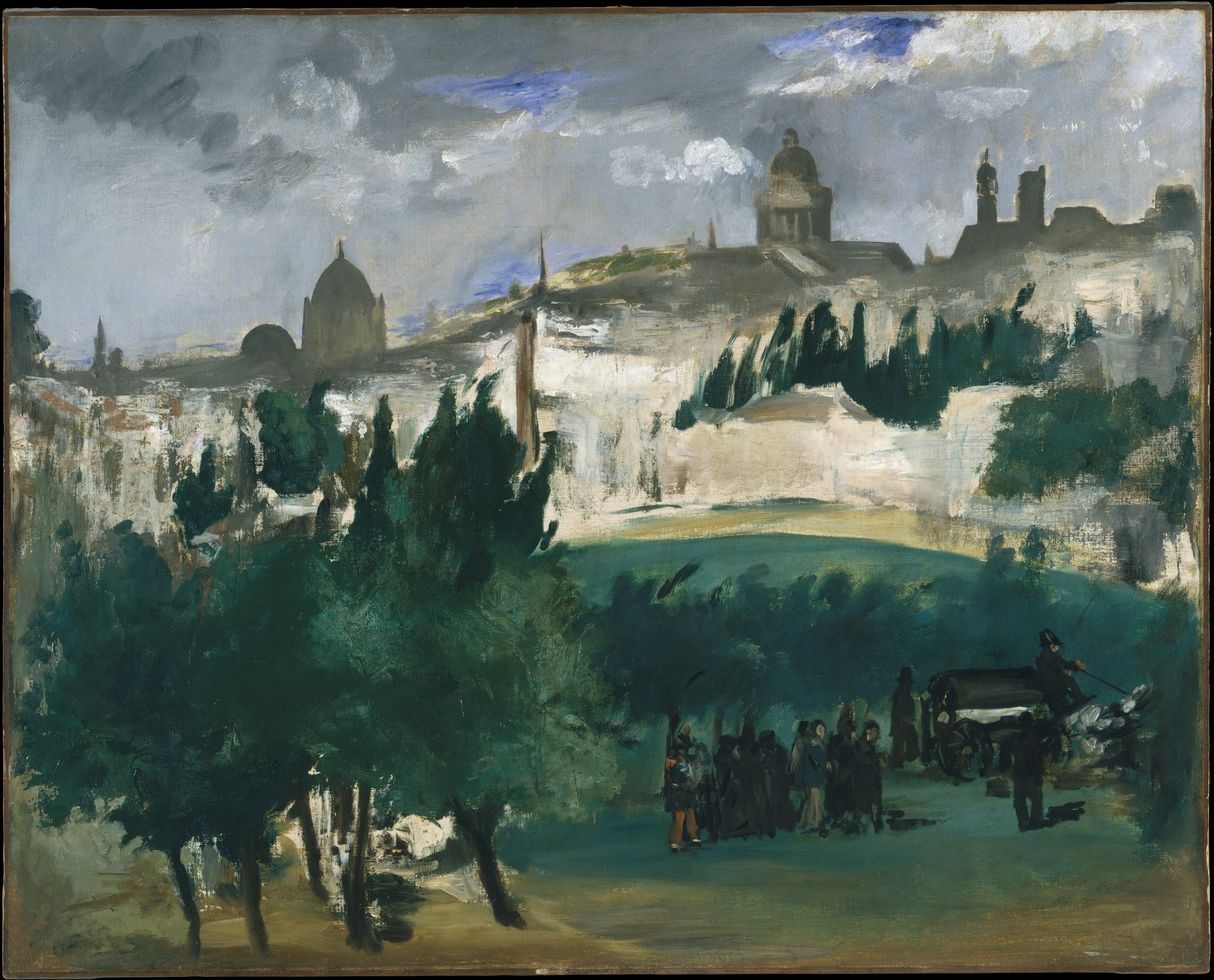
Édouard Manet: Das Begräbnis, um 1867
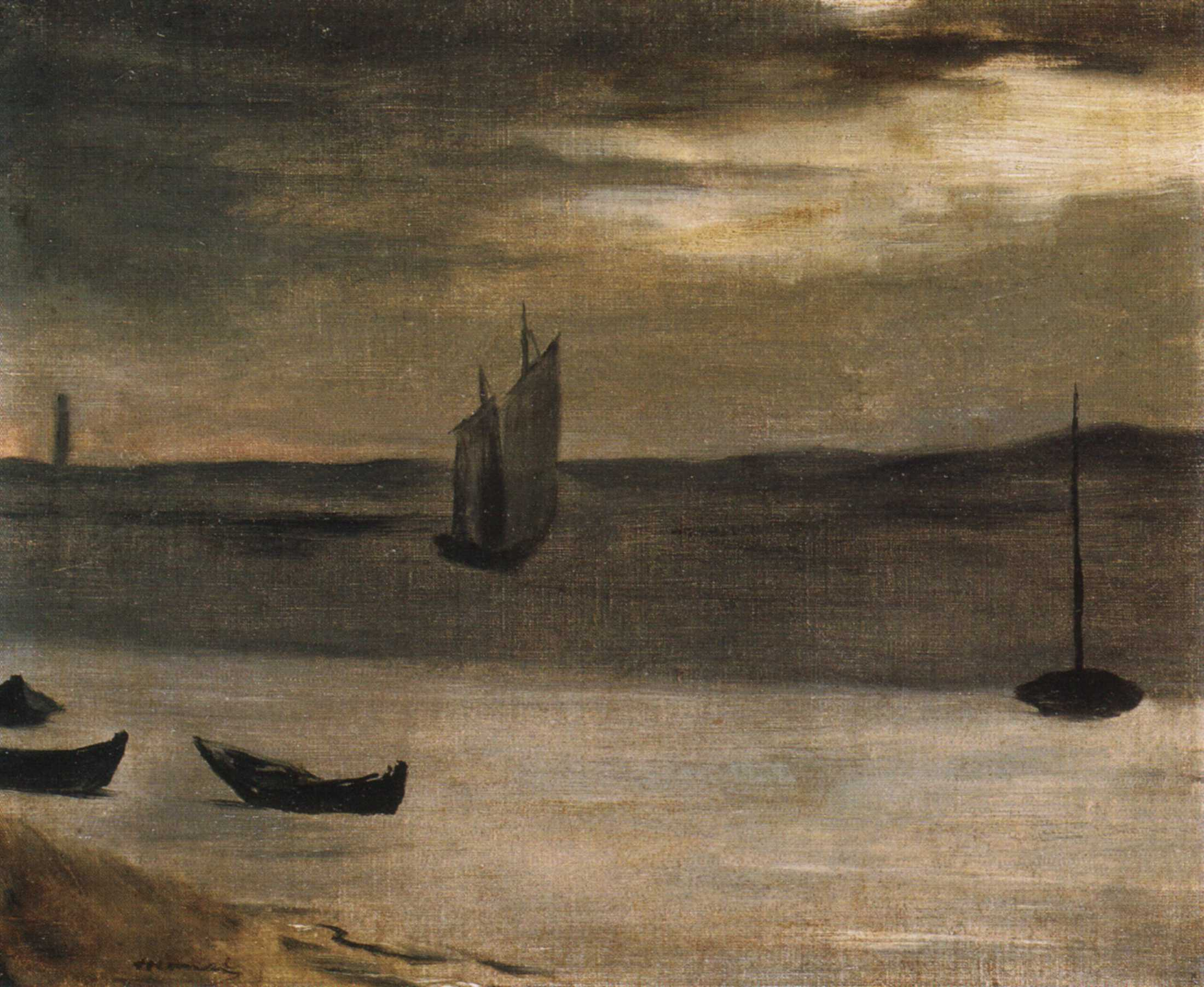
Édouard Manet: Die Bucht von Arcachon und Leuchtturm auf dem Cap Ferret, 1871
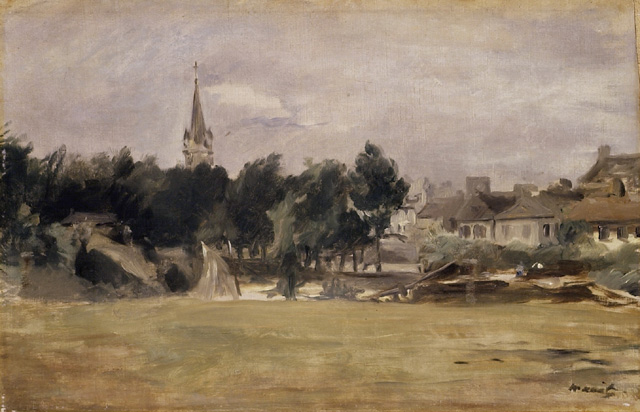
Édouard Manet: Landschaft mit Dorfkirche, um 1871
Édouard Manet: Die Rue Mosnier mit Flaggen, 1878

## Provenienz
Effet de neige à Petit-Montrouge ist nicht in Manets Verkaufsunterlagen vermerkt. Möglicherweise hat er das Gemälde kurz nach Fertigstellung an den in der Widmung des Bildes erwähnten H. Charlet verschenkt. Die Autoren Rouart/Wildenstein gehen indes davon aus, dass Manet das Gemälde dem Journalisten Pierre Giffard (1853–1922) schenkte, der das Bild 1905 an die Kunsthandlung Durand-Ruel verkaufte. Diese führte Effet de neige à Petit-Montrouge bis zum Oktober 1912 in ihrem Bestand, als es die walisische Kunstsammlerin Gwendoline Davies erwarb. Nach ihrem Tod gelangte das Gemälde zusammen mit ihrer bedeutenden Kunstsammlung als Stiftung ins heutige National Museum Cardiff.

### Bildbeschreibungen
- Richard R. Brettell: Impression: Painting quickly in France 1860–1890. Ausstellungskatalog London, Amsterdam, Williamstown, Yale University Press, New Haven und London 2000, ISBN 0-300-08447-1.
- Marco Goldin: Gli impressionisti e la neve : la Francia e l’Europa. Ausstellungskatalog Turin, Linea d’Ombra Libri, Conegliano 2004, ISBN 88-87582-85-8.
- Peter Hughes, Penny Stempel: Französische Kunst aus dem Davies Vermächtnis. National Museum of Wales, Cardiff 1982, ISBN 0-7200-0237-0.
- Edward Lilley: Manet’s "modernity" and "Effet de neige à Petit-Montrouge"  in Gazette des Beaux-Arts, September 1991
- Juliet Wilson-Bareau: Manet, Monet, and the Gare Saint-Lazare, Yale University Press, New Haven 1998, ISBN 0-300-07510-3 (Digitalisat).
- Michael Wilson: Manet at Work. Ausstellungskatalog National Gallery, London 1983, ISBN 0-901791-87-3.

### Werkverzeichnisse
- Sandra Orienti: Edouard Manet. Ullstein, Frankfurt am Main 1981, ISBN 3-548-36050-5.
- Sandra Orienti: The complete paintings of Manet. Penguin Books, Harmondsworth 1985, ISBN 0-14-008651-X.
- Denis Rouart, Daniel Wildenstein: Edouard Manet: Catalogue raisonné. Bibliothèque des Arts, Paris und Lausanne 1975.

### Ergänzende Werke zu Édouard Manet
- Françoise Cachin: Manet. DuMont, Köln 1991, ISBN 3-7701-2791-9.
- Ina Conzen: Edouard Manet und die Impressionisten. Ausstellungskatalog Stuttgart. Hatje Cantz Verlag, Ostfildern-Ruit 2002, ISBN 3-7757-1201-1.
- Manfred Fath, Stefan Germer Edouard Manet: Augenblicke der Geschichte. Ausstellungskatalog Mannheim. Prestel, München 1992, ISBN 3-7913-1210-3.
- John Leighton: Edouard Manet: Meeresimpressionen. Ausstellungskatalog Van Gogh Museum, Amsterdam 2004, ISBN 2-930117-35-4.
- Edouard Manet: Briefe. Deutsche Übersetzung von Hans Graber, Benno Schwabe Verlag, Basel 1933.
- Françoise Cachin, Charles S. Moffett und Juliet Wilson-Bareau: Manet: 1832–1883. Réunion des Musées Nationaux, Paris, The Metropolitan Museum of Art, New York, deutsche Ausgabe: Frölich und Kaufmann, Berlin 1984, ISBN 3-88725-092-3.